# Vũ Đô
Vũ Đô (chữ Hán giản thể: 武都區, chữ Hán giản thể: 武都区, bính âm: Wǔdū Qū, âm Hán Việt: Vũ Đô khu) là một quận thuộc địa cấp thị Lũng Nam, tỉnh Cam Túc, Cộng hòa Nhân dân Trung Hoa. Huyện này có diện tích 4683 km², dân số năm 2004 là 540.000 người. Mã số hành chính của Vũ Đô là 746000. Chính quyền Vũ Đô đóng ở trấn Thành Quan. Trước năm 2004, đây là huyện Võ Đô. Về mặt hành chính, Vũ Đô được chia thành 6 trấn, 38 hương.
- Trấn: Thành Quan, An Hóa, Đông Giang, Lưỡng Thủy, Hán Vương và Lạc Đường.
- Hương: Thành Giao, hương dân tộc Tạng Bình垭, Cẩm Bình, Bồ Trì, Thạch Môn, Giác Cung, Mã Nhai, Hán Lâm, Bách Lâm, Kim Hán, Mã Doanh, Trì Bá, Cam Tuyền, Phật Nhai, Hùng Trì, Hoàng Bình, Ngư Long, Long Hưng, Long Bá, Long Phượng, Kết Cam, hương dân tộc Tạng Ma Bá, Thấu Phòng, Ngoại Nạp, Tam Hà, Ngọc Hoàng, Quách Hà, Tì Bà, Vị Hà, Phong Tương, Tam Thương, gũ Quân, Bàn Để, Nguyệt Chiếu, Thảo Hà, Ngũ Mã, Tây Chi và Du Hà.